# Luigi Capuana
Luigi Capuana (Mineo, 28 maggio 1839 – Catania, 29 novembre 1915) è stato uno scrittore, critico letterario e giornalista italiano, teorico tra i più importanti del Verismo.
Fu per due volte sindaco della sua città natale e si trasferì in seguito a Firenze, quindi a Milano e Roma. Rientrato in Sicilia, insegnò all'Università di Catania. Studioso di Zola e del naturalismo francese e interessato anche alla psicologia, viene considerato l'ideologo del Verismo. Egli intese realizzare un nuovo tipo di romanzo, costruito come un vero "documento" che si occupasse di una realtà rurale e regionale, puntando l'attenzione soprattutto sulla psicologia dei personaggi, trattata però in modo del tutto impersonale. La sua linea teorica si espresse in particolar modo nel suo romanzo più celebre, Il marchese di Roccaverdina del 1901. Scrisse anche numerose novelle, fiabe e saggi di critica letteraria; si interessò pure di teatro.

## Biografia

### Le origini e gli studi

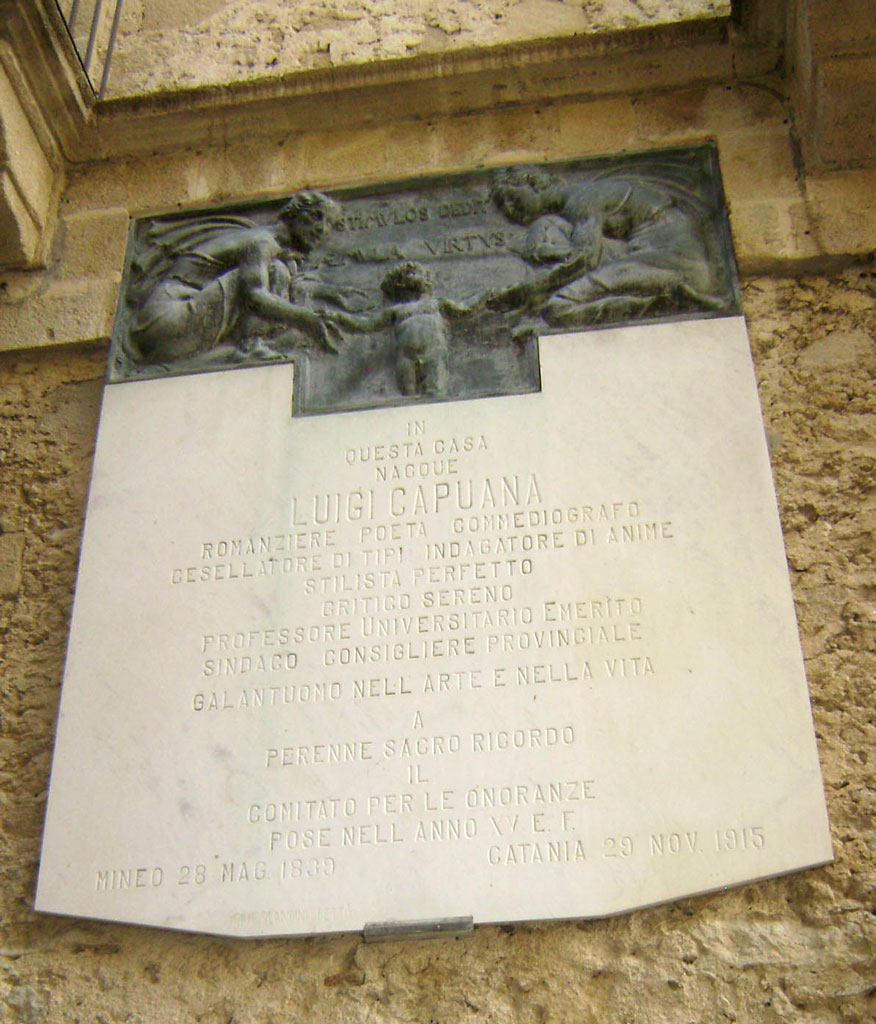
Targa commemorativa sulla casa natale

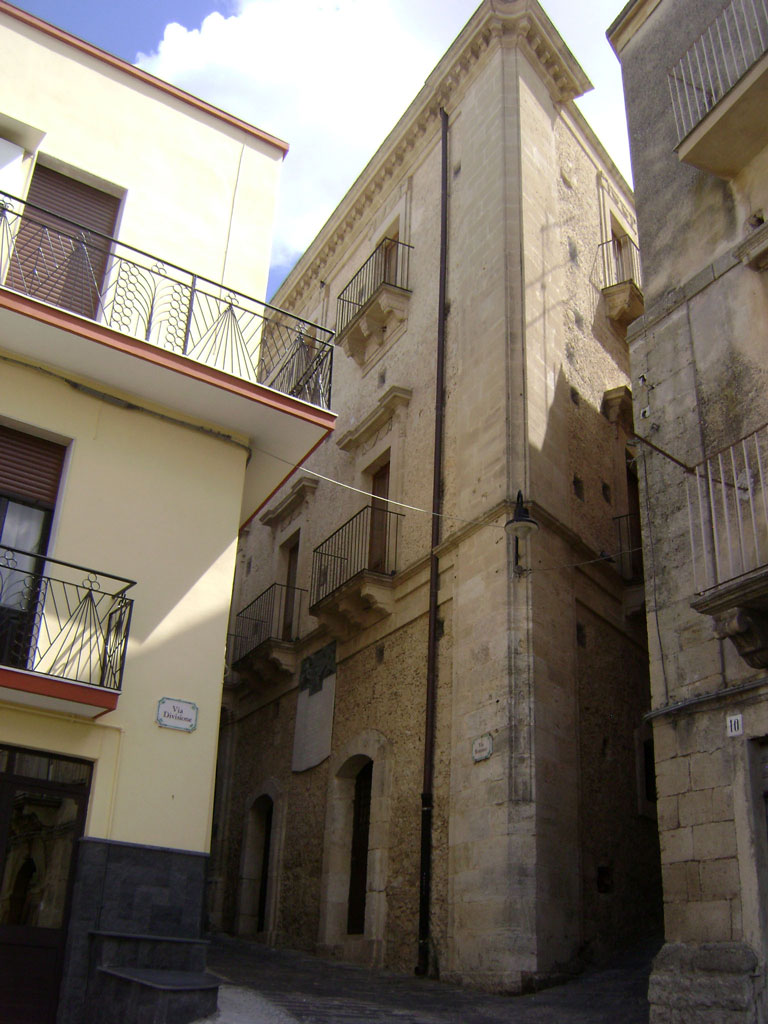
Palazzo Capuana, casa natale dello scrittore, a Mineo

Capuana nasce a Mineo, in provincia di Catania, nel 1839, da Gaetano Capuana e Dorotea Ragusa, in una famiglia di agiati proprietari terrieri. Frequenta a Mineo le scuole comunali e nel 1851 si iscrive al Reale Collegio di Bronte, che lascia dopo solo due anni per motivi di salute, proseguendo comunque lo studio da autodidatta.
Conseguita la licenza, si iscrive, nel 1857, alla facoltà di Giurisprudenza di Catania, che abbandona nel 1860 per prendere parte all'impresa garibaldina in funzione di segretario del comitato clandestino insurrezionale di Mineo e, in seguito, come cancelliere (segretario comunale) nel nascente consiglio civico. 

### Il soggiorno fiorentino

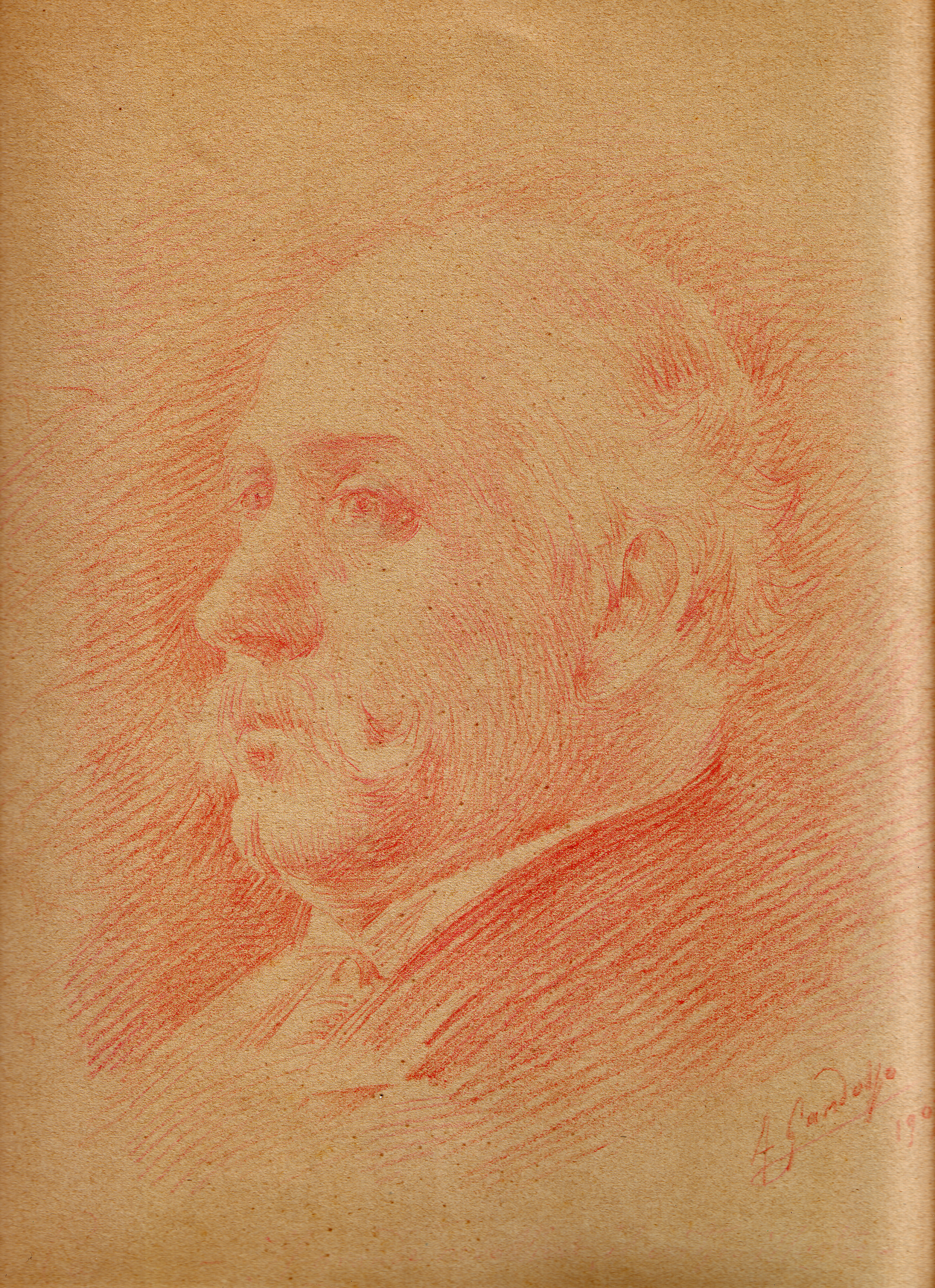
Luigi Capuana, disegno di Antonino Gandolfo

Risale al 1861 la leggenda in tre canti Garibaldi fu ferito fu ferito ad una gamba Garibaldi che comanda che comanda il battaglion, pubblicata a Catania dall'editore Galatola.
Nel 1864 si stabilisce a Firenze per tentare "l'avventura letteraria"; vi rimarrà fino al 1868.
A Firenze frequenta gli scrittori più noti dell'epoca, tra i quali Aleardo Aleardi e Gino Capponi, e nel 1865 pubblica i suoi primi saggi critici sulla Rivista italica, diventando nel 1866 critico teatrale del quotidiano La Nazione.
Nel 1867 pubblica sul quotidiano fiorentino la sua prima novella, dal titolo Il dottor Cymbalus, che prende a modello il racconto di Dumas figlio La boîte d'argent.
Tra le opere narrative migliori del giovane Capuana sono da annoverare le novelle ispirate alla vita siciliana, ai personaggi e ai fatti grotteschi e tragici della propria provincia, come nel realismo bozzettistico di alcuni racconti della raccolta Le paesane e in altre che non presentano situazioni drammatiche, ma sono divertenti e cercano sempre di mettere in evidenza il lato comico anche se il caso si fa serio. Nelle novelle numerosi sono i ritratti dei canonici, dei prevosti, dei frati cercatori con la passione della caccia, del gioco e della buona tavola, tipici di tanti personaggi della narrativa del secondo Ottocento.
Le fiabe, scritte in una prosa svelta, semplificata al massimo, ricche di ritornelli, cadenze e cantilene, rimangono forse le opere più felici del Capuana. Esse non nascono da un interesse per il patrimonio folcloristico siciliano e non vengono raccolte come documenti della psicologia popolare, ma nascono dall'invenzione.
Di queste, l'unico volume reperibile è: Si conta e si racconta (Muglia Editore, 1913; Pellicanolibri, 1985).

### Il ritorno in Sicilia
Nel 1868 ritorna in Sicilia, pensando di rimanervi per poco tempo, ma la morte del padre e i problemi economici lo costringono a rimanere nell'isola.
Diventa dapprima ispettore scolastico, poi consigliere comunale di Mineo e infine viene eletto sindaco del paese.
In questo periodo si accosta alla filosofia idealistica di Hegel e ha modo di leggere Dopo la laurea, un saggio del medico hegeliano e positivista Angelo Camillo De Meis in cui il pensiero filosofico si salda alla problematica letteraria, rimanendo entusiasta della sua teoria dell'evoluzione e morte dei generi letterari.

### A Milano: l'attività letteraria

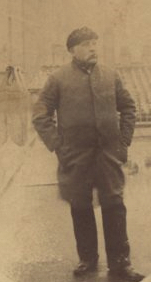
Foto inedita, Capuana a Milano - Collezione Francesco Paolo Frontini

Nel 1875 Capuana si reca per un breve soggiorno a Roma e nello stesso anno, su consiglio dell'amico Giovanni Verga, si trasferisce a Milano, dove inizia a collaborare al Corriere della Sera come critico letterario e teatrale.
Nel 1877 esce a Milano la sua prima raccolta di novelle, Profili di donne, edita da Brigola, e nel 1879, ancora influenzato da Émile Zola, il romanzo Giacinta, considerato il manifesto del verismo italiano.
Nel 1880, nello stesso anno in cui Verga pubblica Vita dei campi, Capuana, che è entusiastico divulgatore del naturalismo francese e contribuisce con Verga a elaborare la poetica del verismo italiano, raccoglie i suoi articoli su Zola, Goncourt, Verga e altri scrittori dell'epoca in due volumi di Studi sulla letteratura contemporanea (1880-1882). Ritorna a Mineo e per un breve periodo è a Ispica, dove inizia a scrivere il romanzo che lo renderà celebre vent'anni dopo, Il marchese di Roccaverdina (originariamente Il marchese di Santaverdina), ambientato proprio nella cittadina ragusana.

Cartolina con autografo di Capuana a Francesco Paolo Frontini

### A Roma: scrittore eclettico
Dal 1882 al 1883 lo scrittore risiede a Roma e dirige il Fanfulla della domenica. Gli anni fino al 1888 li trascorrerà a Catania e a Mineo, per tornare infine a Roma, dove rimarrà fino al 1901.
In questi anni la sua produzione letteraria è ricchissima.
Nel 1882 pubblica una raccolta di fiabe dai molti motivi folcloristici, C'era una volta; in seguito, dà alle stampe le raccolte di novelle Homo (1883), Le appassionate (1893), Le paesane (1894) e i migliori saggi critici nei quali, staccandosi dal naturalismo, rivela una propria estetica dell'autonomia dell'arte.
Sempre di questo periodo sono i suoi romanzi più noti, tra i quali Profumo, che appare dapprima in 10 puntate su la Nuova Antologia dal luglio al dicembre 1890 e in volume nel 1892 e Il Marchese di Roccaverdina (1901).
Nel maggio del 1888 va in scena, al teatro Sannazaro di Napoli, una commedia in cinque atti tratta dal romanzo Giacinta, con buon successo di critica e di pubblico.
Nel 1900 lo scrittore ottiene la cattedra di letteratura italiana presso l'Istituto Femminile di Magistero a Roma, approfondisce la sua amicizia con D'Annunzio e conosce Pirandello, che è suo collega al Magistero.
Lavora inoltre al romanzo Rassegnazione, che esce in cinque puntate su Flegrea dall'aprile al maggio dello stesso anno. Nel 1898, per i tipi di Giannotta, esce a Catania Gli "ismi" contemporanei.

### A Catania: l'impegno universitario e la morte
Nel 1902 Capuana fa ritorno a Catania, per insegnare lessicografia e stilistica alla locale università.
In questi anni si dedica alla stesura del romanzo Rassegnazione, che esce sulla rivista Flegrea nell'aprile e maggio del 1900 e nel 1907, pubblicato da Treves, in volume.
Tra le sue ultime opere vi sono i volumi di fiabe e novelle, Coscienze (1905), Nel paese di Zagara (1910), Gli Americani di Rabbato (1912).
Contribuisce al genere fantascientifico con alcuni dei suoi racconti fantastici, tra i quali Nell'isola degli automi (1906), Nel regno delle scimmie, Volando e La città sotterranea (1908), L'acciaio vivente (1913, ne Il Giornale d'Italia).
Muore il 29 novembre 1915 a Catania. È sepolto nel cimitero di Mineo; il suo monumento funebre è stato realizzato dallo scultore Michele La Spina.

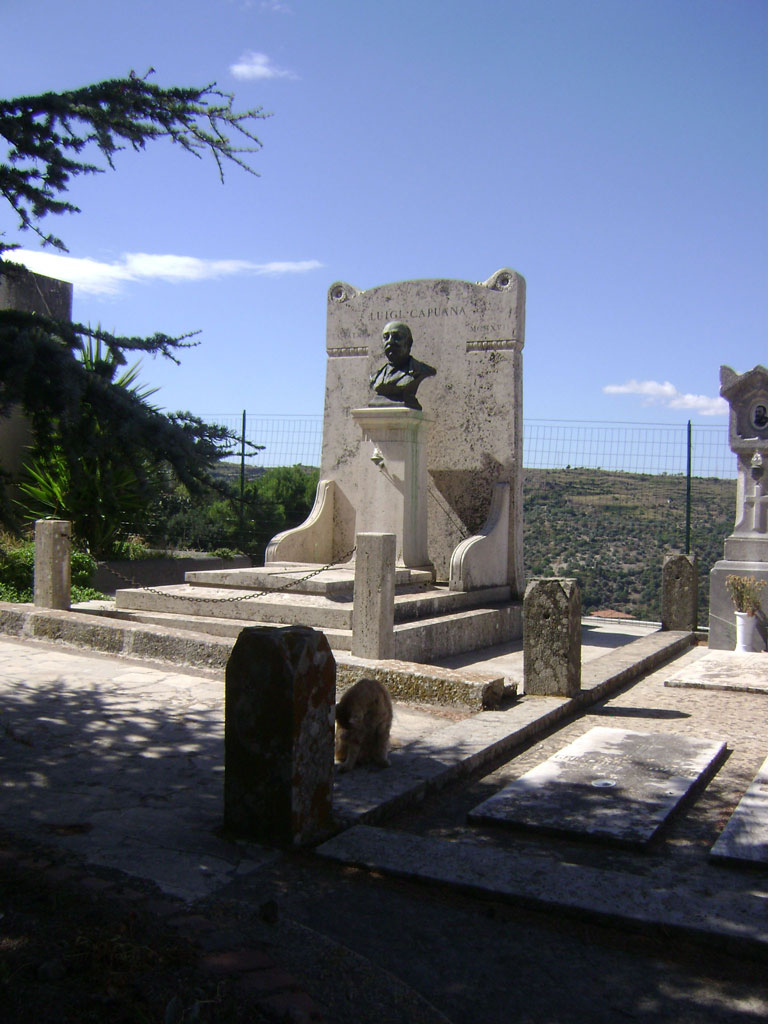
La tomba di Luigi Capuana a Mineo

## Famiglia e affetti
Dal 1864 al 1868 Capuana si trova a Firenze, nel cuore della breve stagione della città che si trova ad essere capitale d'Italia, succedendo a Torino e prima di Roma. Vi iniziò la sua attività di critico teatrale e subito manifesta negli articoli che scrive  un «carattere spesso polemico. (...) L'ambiente fiorentino modifica radicalmente le sue opinioni estetiche». Fu durante la parentesi fiorentina che lo scrittore fu attratto dall'occultismo e dallo spiritualismo, sottoponendo «la figlia dei suoi padroni di casa a numerose prove di sonnambulismo e di allucinazioni». Lasciata Firenze, dopo un periodo vissuto a Roma e a Milano, Capuana «torna a Mineo, forse preso dalla nostalgia, e vi rimase per quasi due anni». È stato scritto che due diversi sentimenti si sviluppano contemporaneamente in questo periodo con «l'inizio della nota passione per una bella contadina del luogo, Beppa Conti, durata diciotto anni con fasi varie di gioia, insofferenza e tormentata gelosia (...) e la fraternità spirituale con Giovanni Verga». Una conferma riguardante il nome della donna, Beppa Conti, è data da una tesi di laurea.
Sulla stessa donna, ricordata con un diverso nome, risultano altre notizie ancora.
Nel 1875 ebbe inizio una relazione amorosa tra Capuana e una ragazza analfabeta, Giuseppina Sansone, che era stata assunta dalla sua famiglia come domestica. Da questa relazione nacquero parecchi figli, che finirono però tutti all'ospizio dei trovatelli di Caltagirone. Non era infatti pensabile a quell'epoca che un rispettabile borghese riconoscesse come suoi i figli nati dalla relazione con una donna di bassa estrazione sociale. La “Beppa di Don Lisi” rimase con lui fino al 1892, quando, proprio per volontà dello scrittore, sposò un altro uomo (come l'Agrippina Solmo del Marchese di Roccaverdina, pubblicato nel 1901). Da questi figli illegittimi ebbero origine diverse famiglie, come la famiglia Martello.
Nel 1908 Capuana sposò la scrittrice Adelaide Bernardini, conosciuta nel 1895, «dopo alcuni anni di legame extraconiugale».

## Capuana critico e teorico
Capuana fu l'assertore più accorato del verismo, sostenitore instancabile del "metodo impersonale" che vide pienamente realizzato nelle opere dell'amico Verga, in quelle di De Roberto e in parte nelle proprie. Ebbe notevoli doti di critico, che a giudizio di alcuni furono superiori alle sue capacità inventive - dove veniva spesso a mancare proprio quella "forma vitale" che egli cercava nell'opera d'arte.

### La poetica del vero
Nella raccolta di saggi Il Teatro italiano contemporaneo. Studi sulla letteratura contemporanea (1872) la poetica del verismo che Capuana aveva elaborato si poneva come regola fondamentale quella di ritrarre direttamente dal vero.
Lo scrittore doveva assumere dalla vita contemporanea la materia e narrare fatti realmente accaduti, senza limitarsi a ritrarli dall'esterno, ma ricostruendo la storia cogliendo e rivelando tutto il processo mediante il quale il fatto si era prodotto.

### Il metodo scientifico
La ricostruzione doveva avvenire attraverso il metodo scientifico, considerato il più idoneo a far parlare le cose direttamente impedendo che l'autore si servisse dei fatti come di un pretesto per esprimere sé stesso. Bisognava pertanto usare l'impersonalità.

### Linguaggio usato
Per poter inoltre condurre una ricostruzione del tutto veritiera era necessario usare una prosa duttile e viva, non retorica, che risultasse aderente ai fatti.
Si richiedeva pertanto un linguaggio che non alterasse in nessun modo il mondo che si voleva rappresentare e Capuana scelse di proposito la lingua italiana.

### Il gusto per la sperimentazione
Conoscere la realtà che l'artista voleva rappresentare significava perciò conoscere tutti i nuovi strumenti che la cultura contemporanea poteva fornire, dall'indagine dei processi psicologici secondo i principi della fisiologia alla documentazione folcloristica per rappresentare il mondo contadino.
Queste regole, proprie di tutti i veristi, rivelano in Capuana una grande apertura verso tutte le novità culturali che spiega la simpatia che lo scrittore proverà, a settanta anni, verso il futurismo, come anche la sua passione per l'allora nascente arte della fotografia, molto probabilmente interesse nato dal clima della Firenze degli Alinari durante il suo soggiorno fiorentino negli anni Sessanta.
Più di un critico ha rimproverato a Capuana il gusto per la sperimentazione, ma è stato proprio questo gusto per la novità che gli consentì di difendere sempre le nuove tendenze e di farsi interprete della narrativa verghiana e delle opere del naturalismo francese.
In seguito lo scrittore si dimostrò pronto a cogliere le tendenze spiritualistiche, estetizzanti e irrazionali, e fu incuriosito dalla parapsicologia. Già nel 1884 aveva sconvolto il mondo letterario , quando pubblicò Spiritismo?, una raccolta di saggi sul paranormale, e in particolare su una ragazza che si diceva una sorta di reincarnazione di Ugo Foscolo. Nella stessa raccolta vengono mostrate anche immagini di "invasati" e persino il ritratto di una bambina morta. Il punto interrogativo del titolo venne imposto dall'editore, nonostante Capuana avesse insistito per l'esclamativo. Federico De Roberto ironizzò sul titolo, fingendo un incontro con lo spettro di un fantomatico spiritista "barone di Gundelstubbe", il quale se l'era presa con Capuana per i suoi dubbi manifestati nel titolo. 
In una lettera a Luigi Pirandello del 1905, Capuana rivela quanto egli fu sensibile alle tematiche dell'occulto: «Il problema del DI LÀ - non esito a confessare la mia debolezza - mi interessa infinitamente più del telegrafo e del telefono senza fili, della direzione degli aerostati e di tante altre stupende ed utili invenzioni.»
Capuana fu inoltre pronto ad abbandonare il verismo con Gli "Ismi" contemporanei e Arte e scienza, quando riconobbe che esso rappresentava solamente uno dei tanti ismi della letteratura contemporanea.

## Le opere narrative e drammatiche

### Profili di donne
L'attività di critico trova riscontro nell'opera narrativa di Capuana dove, fin dagli inizi, con la raccolta di novelle Profili di donne del 1877 si coglie il tema principale della sua ricerca, quello della psicologia femminile, teso a ricostruire narrativamente i processi generatori dei "fatti umani" con un gusto per i racconti che hanno dello straordinario, ricchi di situazioni misteriose e personaggi enigmatici.

### Giacinta
Nel 1879 Capuana pubblica il suo primo romanzo, Giacinta, nel quale si avverte un'esclusiva attenzione per il "documento umano".

Nel romanzo si racconta la storia di una donna che, avendo subito una violenza sessuale da bambina, si trova a dover scontare con tutta la sua vita e fino al suicidio la "colpa" che il pregiudizio sociale non le perdona.

Capuana, attraverso il punto di vista di un medico, cerca di rappresentare il personaggio "da scienziato" ma, come nota Ghidetti «il dottore, può solo prendere pessimisticamente atto di una predestinazione senza riuscire (anche per la grande confusione, è lecito dedurre, di maestri e dottrine che aveva in testa, proprio come il giovane Capuana) a penetrare il segreto di una rivolta consumata tutta all'interno della condizione femminile ed esaurita e spenta dall'autodistruzione». Ed infatti l'unico aiuto che la scienza potrà dare a Giacinta sarà il curaro, il veleno che il dottore le aveva dato come medicamento per il padre e con il quale la donna si ucciderà.

Giacinta fu il primo romanzo naturalista italiano e al suo apparire fu definito immorale. Esso, come lo stesso autore dichiara nella prefazione, fu composto dopo la lettura di Balzac, di Madame Bovary di Flaubert e dei Rougon Macquart di Zola, al quale è dedicato.

Il romanzo è puramente naturalista, c'è l'attenzione per i fatti patologici, in questo caso patologia morale, l'amore che diviene ossessione quindi malattia.

La figura che ne emerge è quella del medico, che da scienziato può intervenire nella realtà malata e curarla. In esso, tuttavia, il Capuana non si sofferma tanto sugli elementi "patologici" di Giacinta, quanto sulle sue reazioni consce e inconsce di fronte alla realtà.
L'autore vuole penetrare "il segreto di certe azioni", vuole mostrare, nell'apparente incoerenza del comportamento della donna, una coerenza che, pur in contrasto con le leggi della ragione, rientrano in un sistema psicofisiologico.
La violenza, subita da bambina, è quindi la chiave che spiega, in termini deterministici, ogni scelta di Giacinta che, anche se inspiegabile, la condurrà alla scelta estrema: il suicidio.
Sul piano della tecnica narrativa siamo lontani, come sostengono alcuni critici, dall'impersonalità di Verga; in Giacinta è presente il narratore onnisciente che osserva i fatti dall'esterno e interviene con i suoi commenti. Come osserva Maria Luisa Ferlini «Il romanzo presenta squilibri di struttura e di tono (come testimoniano le diverse riscritture dell'autore)».

### Profumo
Il romanzo, che fu pubblicato nel 1891, era in precedenza uscito dalla "Antologia" nel secondo semestre del 1890.
In esso sono evidenti le influenze del naturalismo zoliano e gli elementi ispirati alla fisiologia e alla patologia compaiono come in Giacinta, anche se Capuana sembra voler ritornare al nucleo centrale della sua ispirazione, cioè all'indagine psicologica.
Con questo romanzo Capuana si inoltra nella via del romanzo psicologico moderno, risalendo all'infanzia dei protagonisti e ritrovando i germi del male in azioni apparentemente trascurabili.
Inoltre entrano nel racconto scene e immagini regionali, descrizioni pittoresche di folle paesane in movimento, come la festa della Passione di Gesù e la processione dei Flagellanti.

### Malìa

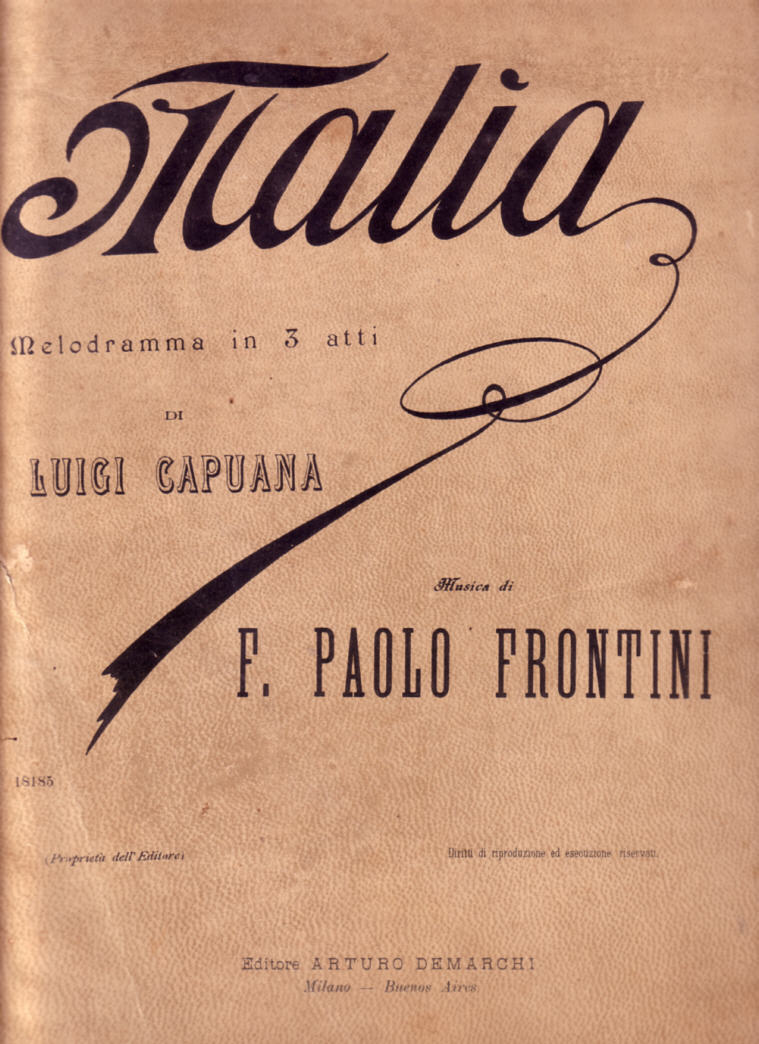
Malìa - Collezione Francesco Paolo Frontini.

Caso più unico che raro, lo stesso anno del libretto (1891), nacque la commedia omonima in italiano, e poi, nel 1902, quella in lingua siciliana malgrado il parere contrario di Verga, che non credeva in una Malìa in siciliano, e che fu portata alle stelle da Giovanni Grasso e Mimì Aguglia.
La musicò Francesco Paolo Frontini che, prima di accingersi alla stesura dell'opera, fece leggere il libretto a Mario Rapisardi e a Verga. Rapisardi lo trovò «bellissimo». Verga ne fu «entusiasta». Il successo dell'opera si rinnovò a Bologna, Milano, Torino e al Teatro Nazionale di Catania. «A leggere l'opera anche oggi» - scriveva il maestro Pastura alla morte del Frontini - «un brivido di commozione ci avvince. Il dramma del Capuana trovò in Frontini un commentatore raffinato e preciso, un musicista che facendo musica seppe fare anche della psicologia. Jana, Nedda, Cola e Nino sono tratteggiati con profondo intuito e con una indagine psicologica che mette a nudo le loro anime inquiete, che precisa i caratteri, che ne riassume la tragedia». Sempre a proposito di Malìa, l'accento è stato posto ancora sull'isterismo della protagonista Jana, nata agli albori degli studi freudiani. Altre note opere teatrali di Capuana in siciliano furono Bona genti (1906), Lu cavaleri Pidagna (1909), Ppi lu currivu (1911), Cumparaticu (1911), Riricchia (1911), 'Ntirrugatoriu (1912), I fratelli Ficicchia (1912), Paraninfu (1914), Don Ramunnu Limoli (1915), Quacquarà (1915).

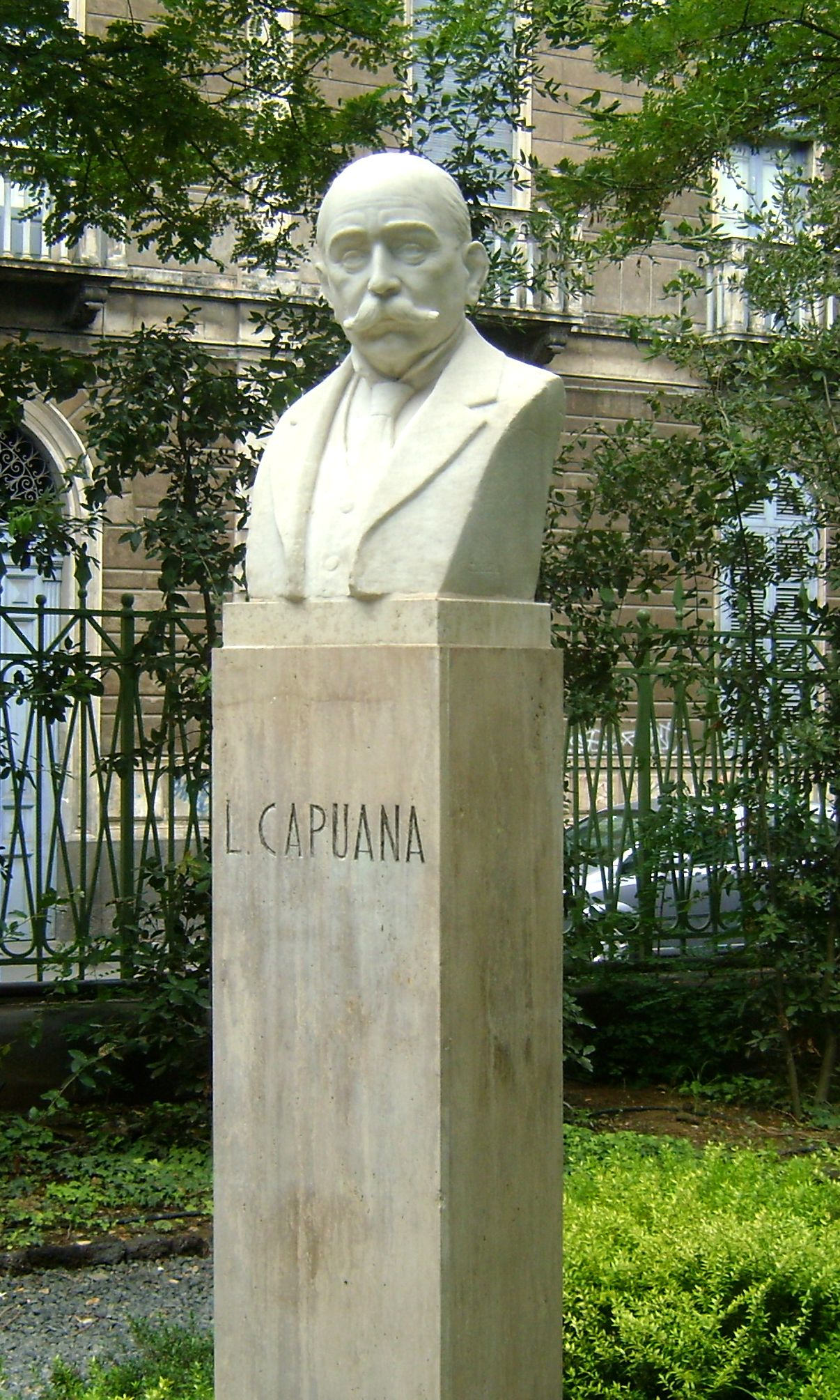
Busto lungo il "Viale degli Uomini Illustri" della città di Catania, all'interno del Giardino Bellini.

### Il marchese di Roccaverdina
Ma il capolavoro di Capuana fu un altro romanzo: Il marchese di Roccaverdina pubblicato nel 1901, dopo circa quindici anni di lavoro.
Il romanzo intreccia motivi di carattere sociologico, sulla linea della più tipica narrativa verista, all'elemento psicopatologico.
La storia narrata è quella del marchese di Roccaverdina che, per ragioni di convenienza sociale, dà in sposa la giovane contadina che tiene in casa come serva-amante a un suo sottoposto, Rocco Criscione, che si impegna a rispettarla come una sorella ma che in seguito, avvelenato dal sospetto, proprio il marchese uccide a tradimento, lasciando che venga incolpato del delitto un altro contadino.
La vicenda, che si snoda sullo sfondo di una campagna siciliana arida e desolata con un ritmo cupo e ossessivo, è narrata in flashback dal marchese come ricordo angoscioso e come confessione.
Il tema dominante, tutt'altro che facile, è quello della progressiva follia del protagonista dalle prime paure spiritistiche ai vari tentativi di placare l'angoscia e il rimorso con la religione, con il lavoro, con il matrimonio, con il materialismo e l'ateismo, fino alla follia, alla demenza, alla morte. Esso è risolto felicemente dal narratore con una formula realistica che non insiste sul caso patologico, come in Giacinta e in Profumo, ma si serve di una vicenda umana per risalire alla complessa psicologia dei personaggi.
Prevale in questa opera di Capuana la fredda analisi a danno dell'abbandono poetico e fantastico.

### Le novelle
Tra le opere narrative migliori di Capuana sono da annoverare le novelle ispirate alla vita siciliana, ai personaggi e ai fatti grotteschi e tragici della propria provincia, come nel realismo bozzettistico di alcuni racconti della raccolta Le paesane e in altre che non presentano situazioni drammatiche, ma sono divertenti e cercano sempre di mettere in evidenza il lato comico anche se il caso si fa serio.
Nelle novelle numerosi sono i ritratti dei canonici, dei prevosti, dei frati cercatori con la passione della caccia, del gioco e della buona tavola, tipici di tanti personaggi della narrativa del secondo Ottocento.

### Le fiabe
Le fiabe, scritte in una prosa svelta, semplificata al massimo, ricche di ritornelli, cadenze e cantilene rimangono forse l'opera più felice del Capuana. Esse non nascono da un interesse per il patrimonio folcloristico siciliano e non vengono raccolte come documenti della psicologia popolare, ma nascono dall'invenzione.

Recentemente la casa editrice Donzelli ha pubblicato l'intera raccolta di fiabe sotto il titolo Stretta la foglia, larga la via a cura di Rosaria Sardo con illustrazioni di Lucia Scuderi.

## Fotografia
Luigi Capuana fu un fotografo che qualcuno ha definito professionista o almeno non dilettante. Fin da 1862 fu una vera e propria passione a cui dedicò tempo e denaro, costruendosi perfino delle macchine. Nel 1880 si autocostruì un laboratorio fotografico organizzato, definendosi un «maniaco della camera oscura».
Le sue immagini costituivano anche elementi preparatori per i suoi romanzi. Quando divenne sindaco del suo paese, Mineo, costituì un archivio fotografico con le fotografie della città, a riprova del valore che egli dava all'immagine. Ampliando la riflessione, tenuto conto che anche Verga si dedicò alla fotografia, indotto dall'amico, probabilmente il Verismo ci apparirebbe in una visione più variegata e complessa se lo vedessimo non solo attraverso gli scritti dei due romanzieri ma anche attraverso le loro fotografie, che invece sono rimaste chiuse dentro i cassetti per tanti anni.
Nonostante le poche foto di Capuana arrivate fino a noi, che lui stesso catalogava scrivendone i dettagli nel retro delle foto stesse ed in appositi registri con annotazioni scrupolose, grazie ai quali sappiamo che una parte significativa sono andate perdute ma, se non altro, ne conosciamo le informazioni, siamo di fronte ad un fotografo che non possiamo definire "dilettante" sia per le conoscenze tecniche maturate sia per i risultati conseguiti. Inoltre e soprattutto l'approccio umorale, frutto di una tensione dialettica nella quale alterna esaltazione e malinconia, delinea un rapporto profondo con la fotografia che in qualche misura si contrappone alla sua stessa attività di scrittore. Tutto ciò è assente in Verga in cui la fotografia costituisce soltanto una divagazione, non più di un hobby. Capuana, invece, esprime una concezione più intensa del suo desiderio di rappresentazione se, ad esempio, guardiamo alla foto intitolata "Esperimento di fotografia del pensiero" del 1889, legata probabilmente alla sua ricerca sullo spiritismo ma anche a forme del pensiero teosofico ed esistenziale, che, peraltro, sembra anticipare nelle forme novecentesche del modernismo.
In pieno positivismo, che esalta la scienza ed il materialismo, Capuana indaga lo spiritismo, l'invisibile, l'aldilà. Nella seconda parte dell'Ottocento, positivismo e spiritismo si intrecciarono e si respinsero, oltre al rapporto con la Chiesa che li rifiutò entrambi: da un lato il materialismo che allontanava da Dio, dall'altro lo spiritismo che finiva per mostrare il satanismo che si celava all'interno. Capuana sembrava essere ossessionato dall'Invisibile: dunque la fotografia poteva indagare le persone nella loro interiorità essendo fatte da una macchina "neutra" senza l'intervento creativo dell'uomo. Anche se si trattava di una pratica comune in quei decenni, quella cioè di fotografare i morti affinché le famiglie potessero avere almeno un'immagine dei loro cari, specialmente dei bambini, data l'alta mortalità infantile, l'intento di Capuana, che produsse tante foto di defunti, compresa quella della madre, fu probabilmente quello di cogliere qualche indizio del mondo invisibile che si celava oltre la morte.
Non solo, ma la scoperta dei raggi X, su cui egli scriverà in maniera specifica dei racconti, uno dei quali intitolato proprio "Raggi X" (1898), sembrò andare nella direzione auspicata: esisteva un mondo invisibile che la scienza stava scoprendo!
Anche i ritratti costituirono un interessante banco di prova di un fotografo non più alle prime armi, basti pensare al ritratto sensuale, parzialmente di spalle, a mezza figura, della moglie Adelaide Bernardini del 1903 ma soprattutto a quello di Luigi Pirandello del 1884 che è sicuramente uno dei più intensi ed originali tra quelli dei fotografi che lo ritrassero.
Ritrovate casualmente in un cassetto nel magazzino di un erede dello scrittore, sono riemerse 120 lastre di vetro negative inedite con scene contadine, ritratti, paesaggi siciliani, ma anche still life. Le foto sono state oggetto di una mostra a Milano nel novembre 2017 dal titolo "Scritture di luce" dove sono state esposte anche le foto di Verga.

## Adattamenti cinematografici
Capuana ha ispirato poco il cinema, a differenza di Giovanni Verga. Il primo film, infatti, è ispirato ad un'opera minore come Lu cavalieri Pidagna con il titolo Zaganella e il cavaliere (1932). Era diretto da Giorgio Mannini e Gustavo Serena, sceneggiato da Amleto Palermi con la partecipazione di Marcella Albani nel ruolo di Lia e Carlo Lombardi in quello di Ignazio Meli.
Nel 1933 Paraninfo diretto da Amleto Palermi.

Il romanzo che, invece, ha avuto maggiore verve ispirativa è stato Il marchese di Roccaverdina che è stato alla base di due film con lo stesso titolo: Gelosia. Il primo è di Ferdinando Maria Poggioli, del 1942, sceneggiato da Sergio Amidei, con Luisa Ferida nel ruolo di Agrippina Solmo e Roldano Lupi in quello del marchese. Il secondo, del 1953, è invece diretto da Pietro Germi, su sceneggiatura di Giuseppe Berto, con Marisa Belli (Agrippina), Erno Crisa (marchese) e Paola Borboni. Entrambi sono ottimi risultati, il primo con una forte impronta verista, il secondo con un'ottima ambientazione.

Fu anche realizzato dalla RAI uno sceneggiato televisivo nel 1972 con protagonista un'indimenticabile Domenico Modugno. Si ricorda poi Malìa del 1946, diretto e sceneggiato da Giuseppe Amato con Anna Proclemer nel ruolo di Jana, María Denis in quello di Nedda e Roldano Lupi in quello di Nino, il fidanzato di Jana (il film è anche stato Nastro d'argento per la musica di Enzo Masetti).

Dieci anni dopo il racconto Cardello farà da base per il film I girovaghi diretto da Hugo Fregonese nel 1956, sceneggiato tra gli altri da Giuseppe Berto e interpretato da Peter Ustinov e Carla Del Poggio.

## Opere

### Edizioni postume

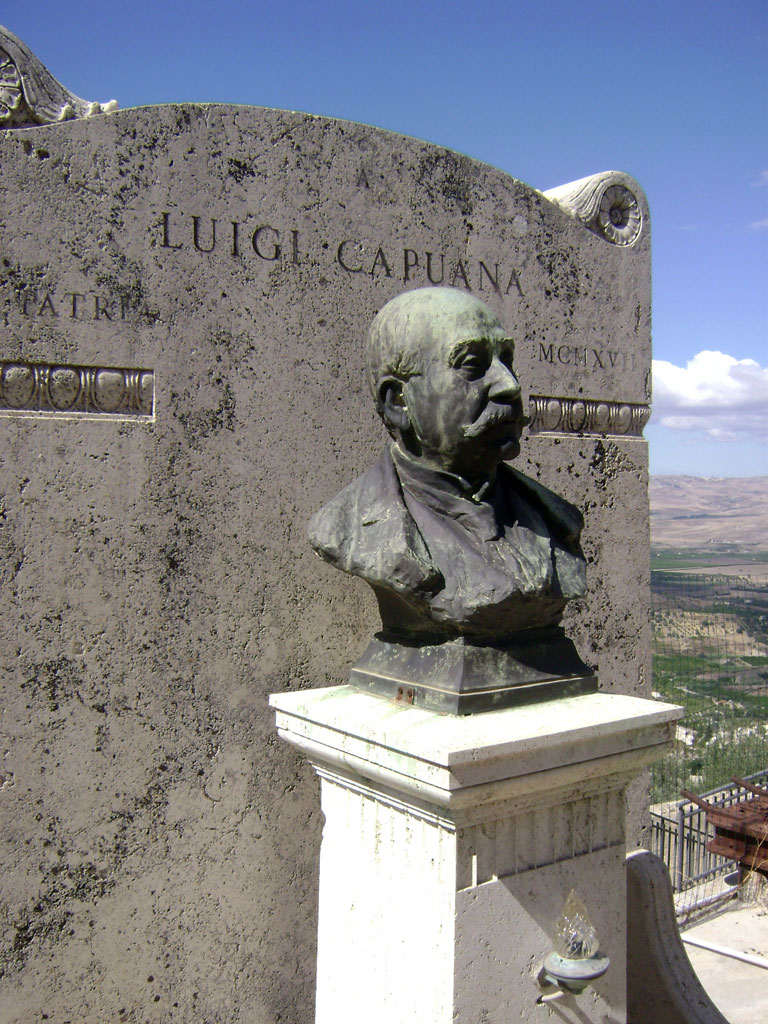
Monumento sepolcrale a Mineo

- Le ultime fiabe, Milano, Arnoldo Mondadori Editore, 1919.
- Otto novelle per ragazzi, Palermo, Sandron, 1921.
- Ricordi d'infanzia, Palermo, Sandron, 1922.
- La fiaba lunga lunga…, Palermo, Sandron, 1923.
- La festa dei pastori, Firenze, Bemporad, 1924.
- Il figlio di Scurpiddu, Milano, Mondadori, 1933.
- Inediti 1850-1915; a cura di Pina Sidoti, Acireale, 1979.

### Epistolario
- Lettera di Luigi Capuana a Mario Rapisardi, per chiedergli un prestito di denaro (1903)
- Lettera di Luigi Capuana a Mario Rapisardi, per ringraziarlo (1903)
- Carteggio Capuana-Neera 1881-1885, conservato in "Archivio Martinelli '41-'42" un interessante carteggio. Recuperato dalla figlia di Neera, Maria Martinelli Radius, è formato da 18 lettere di Luigi Capuana e 28 di Neera in copia. È uno scambio di informazioni sulla reciproca attività letteraria e contiene galanti giudizi dell'autore siciliano sulla scrittura e sulla persona di Neera, pseudonimo oraziano di Anna Radius Zuccari, giornalista e scrittrice lombarda (1846-1918), interprete moderata del dibattito sull'emancipazione femminile. Entrambi i due autori esploravano le psicologie femminili, oggetto di tante loro opere.